# Ismael Rolón
Ismael Blas Rolón Silvero SDB (* 24. Januar 1914 in Caazapá, Paraguay; † 8. Juni 2010 in Asunción, Paraguay) war römisch-katholischer Erzbischof von Asunción. Ismael Rolón war wesentlich am Sturz des Regimes von Alfredo Stroessner und am Aufbau der Demokratie Paraguays beteiligt.

## Leben
Ismael Blas Rolón Silvero, eines von neun Geschwistern, besuchte 1927 mit nur 13 Jahren das Kolleg der Salesianer in Montevideo, trat 1931 der Ordensgemeinschaft der Salesianer Don Boscos bei und legte 1932 die Profess ab. Nach weiteren Studien in Theologie und Philosophie an der Päpstlichen Universität Gregoriana in Rom und an der Universidad Católica de Córdoba in Córdoba, Argentinien, empfing er am 23. November 1941 die Priesterweihe. Er war anschließend als Professor am „Colegio Monseñor Lasagna“, der Hochschule der Salesianer in Paraguay, und als Pfarrer in Asunción tätig.
1960 wurde er von Johannes XXIII. zum ersten bischöflichen Prälaten (span: „Prelado Nullíus“) der damaligen Prälatur Caacupé bestellt. Ismael Rolón war Konzilsvater der ersten bis vierten Session des Zweiten Vatikanischen Konzils von 1962 bis 1965.
Paul VI. ernannte ihn 1965 zum Titularbischof von Furnos Maior. Die Bischofsweihe spendete ihm am 23. Januar 1966 der Erzbischof von Asunción Juan José Aníbal Mena Porta; Mitkonsekratoren waren der Bischof von Concepción y Chaco Emilio Sosa Gaona SDB, und Erzbischof Vittore Ugo Righi, damaliger Nuntius in Paraguay. Silvero überführte die Prälatur 1967 in den Status eines Bistums und wurde anschließend zum ersten Bischof des Bistums Caacupé ernannt.
Paul VI. bestellte ihn 1970 zum Erzbischof des Erzbistums Asunción. Er war zudem – mehrfach wiedergewählt – Präsident der paraguayischen Bischofskonferenz. Er förderte die Basisgemeinden und das Leben der Gemeinden aus der Heiligen Schrift, er engagierte sich für die Indigenen, unterstützte die Selbstorganisation der Kleinbauern, sorgte für Schulen und besseren schulischen Unterricht. 1989 wurde seinem Rücktrittsgesuch durch Papst Johannes Paul II. stattgegeben. Er starb an den Folgen einer fieberhaften Erkrankung. Ismael Rolón wurde in der Kathedrale von Asunción bestattet.

## Einsatz für die Menschenrechte
Ismael Rolón war ein engagierter Gegner der diktatorischen Regime von Alfredo Stroessner und Andrés Rodríguez. Er verzichtete auf den Sitz im Staatsrat, der dem Erzbischof des Erzbistums Asunción zusteht. Stattdessen hielt er bei öffentlichen Anlässen demonstrativ Abstand zu den Vertretern der Diktatur, machte öffentlich, dass Stroessner Oppositionelle, auch Priester, foltern ließ und exkommunizierte die Verantwortlichen, darunter Innenminister Sabino Montanaro und Polizeichef Francisco Brítez. Er gilt als Verfechter der Menschenrechte und der Meinungsfreiheit und als zentrale Figur bei der Durchsetzung der Grundrechte in Paraguay. Er war wesentlich am Sturz des Regimes des Diktators Alfredo Stroessner beteiligt.
Für seine Verdienste für Paraguay wurde er 1995 und 2010 mit dem Orden Nacional del Mérito, en el Grado de Gran Cruz ausgezeichnet.